# شارلوت گنزبور
شارلوت لوسی گنزبور (به فرانسوی: Charlotte Lucy Gainsbourg ؛ ‏ تلفظ فرانسوی: [ʃaʁlɔt ɡɛ̃zbuʁ] () ؛ ‏ زادهٔ ۲۱ ژوئیهٔ ۱۹۷۱) خواننده و بازیگر انگلیسی-فرانسوی و دخترِ بازیگر انگلیسی جین برکین و خواننده و آهنگساز فرانسوی سرژ گنزبور است. او از ۱۹۹۱ شریک زندگی ایوان آتال است و سه فرزند از او دارد.

## جوایز
گنزبور در چندین فیلم از آثار لارس فون تریر به ایفای نقش پرداخته‌است که این امر برای وی جوایز سزار و جشنواره کن را به ارمغان آورده‌است.

## فیلم‌شناسی
- دزد کوچک (۱۹۸۸)
- خورشید در شب (۱۹۹۰)
- جین ایر (۱۹۹۶)
- بینوایان (۲۰۰۰) (مینی سریال)
- خوشبختی تا ابد (۲۰۰۴)
- بَـرّ جدید (۲۰۰۶)
- علمِ خواب (۲۰۰۶)
- ضدمسیح (۲۰۰۹)
- شهر شما مقصد نهایی (۲۰۰۹)
- مالیخولیا (۲۰۱۱)
- نیمفومینیاک (۲۰۱۳)
- آدم‌برفی (۲۰۱۷)
- غروب آفتاب (۲۰۲۱)
- چشم آبی روشن (۲۰۲۲)
- طرح فنیقی (۲۰۲۵)